# Sonate im alten Stil
Sonate im alten Stil is een compositie van Christian Sinding. Van al zijn werkjes voor de combinatie viool en piano is dit wellicht zijn bekendste. Sinding kreeg altijd het verwijt dat er zo weinig ontwikkeling in zijn composities te horen was/is. Een “laat” werk is bijna inwisselbaar met een “vroeg” werk. De Suite im alten Stil is daar een uitzondering op. Weliswaar grijpt Sinding terug op oude muziekstijlen, hij verpakt ze hier soms in voor klassieke muziek vreemde maatsoorten als 5/4 en 7/4. De term sonate is niet geheel van kracht op het werk. Het aantal delen is afwijkend ten opzichte van de in de romantiek geldende norm van drie of vier.
De Sonate im alten Stil werd voor het eerste gespeeld op 25 september 1909. Hildur Anderson (viool) en Gunna Breuning-Storm waren de uitvoerenden in de Logens Sal in Bergen, in een avondvullend Sindingprogramma.
De vijf delen zijn:
1. Moderato
2. Andante doloroso
3. Menuetto
4. Allegretto
5. Un poco maestoso